# Mohamed Sissoko
Mohamed Sissoko (Mont-Saint-Aignan, Distrito de Ruan, Francia, 22 de enero de 1985) es un exfutbolista francés de origen maliense que jugaba de centrocampista.
Es hermano mayor de Abdoulwhaid Sissoko y primo de Seydou Keita, también futbolistas.
El 14 de enero de 2020, tras estar sin equipo desde junio de 2019, anunció su retirada como futbolista profesional.

## Trayectoria

### AJ Auxerre
Sissoko comenzó su carrera como jugador en la cantera del club francés AJ Auxerre, aunque nunca llegó a jugar con el primer equipo. Antes de su venta en el año 2003 al Valencia CF, Sissoko se había desempeñado siempre como delantero en el AJ Auxerre, pero a partir de entonces comenzó a adaptarse a la posición de centrocampista bajo la dirección de Rafael Benítez.

### Valencia
Rafael Benítez vio en el jugador maliense un joven talento con un potencial evidente de convertirse en un centrocampista defensivo de primera categoría. La temporada 2003-2004 fue un año muy exitoso para el Valencia y moderado para el jugador de Malí. Los Che ganaron la Liga y la Copa de la UEFA, mientras que Sissoko jugó solo nueve partidos y marcó un gol. Fue un complemento para el entrenador debido a su juventud.
Al año siguiente, Benítez dejó de dirigir al Valencia CF y fue reemplazado por Claudio Ranieri, que dio a Sissoko la oportunidad de ser un fijo en la alineación inicial. Se convirtió rápidamente en el favorito de la afición, que le apodó cariñosamente "Oro Negro". En su segunda temporada, Sissoko jugó 21 partidos y se dio a conocer por sus buenas actuaciones. En el verano de 2005, firmó por el Liverpool de la Premier League por 5,3 millones de libras.

### Liverpool
Sissoko tenía intención de firmar por los rivales del Liverpool, el Everton, pero en última instancia apostó por la oportunidad de trabajar otra vez con su exentrenador Rafael Benítez. El entonces entrenador del Liverpool Benítez lo cubrió de elogios diciendo que Sissoko poseía una "capacidad increíble para su edad" y características similares al francés Patrick Vieira. Su temprana carrera, al igual que Vieira, estuvo marcada por problemas de disciplina, tendencia a recibir tarjetas amarillas en las finales o una imprudente actitud. Sin embargo, su feroz competitividad fue efectiva para el Liverpool, y pronto se convirtió en favorito de los fanes, como se muestra en el homenaje realizado por los aficionados del Liverpool en forma de una gran bandera de Malí adornada con la frase "Momo es Boss".
Se temió por la pérdida de la vista en su ojo derecho después de que su retina fuera severamente dañada tras haber sido pateado accidentalmente en la cabeza por Beto del SL Benfica en el partido de ida de octavos de final en febrero de 2006. Sissoko, sin embargo, se recuperó y regresó en la 6.ª ronda de la Copa FA contra el Birmingham City llevando unas gafas protectoras, ganando el Liverpool 7-0. Fue galardonado con el premio MMOTY en mayo de 2006. Volvió a jugar un partido completo con el Liverpool en la final de la Copa FA de 2006, que ganó el Liverpool al West Ham en los penaltis. 
La temporada 2006-2007 tuvo un gran comienzo para Sissoko con la victoria del Liverpool en el FA Community Shield, siendo elegido el hombre del partido. Su temporada quedó en suspenso debido a una lesión en el brazo que sufrió ante el Birmingham City en la Copa de la Liga a principios de noviembre. El 29 de enero de 2007, se anunció que Sissoko podría estar en plena forma para el derbi ante el Everton, que se jugaba el 3 de febrero de 2007. Sin embargo, regresó jugando contra el Newcastle United en un partido que el Liverpool perdió 2-1. La primera prueba real para Sissoko después de regresar de su lesión fue en la Liga de Campeones contra el FC Barcelona, donde el Liverpool defendía el título. Sissoko fue elegido el hombre del partido por la UEFA. Sin embargo, durante el resto de la temporada tuvo que competir por un puesto en el centro del campo del Liverpool con Javier Mascherano, recién llegado de Argentina.
Al inicio de la temporada 2007-2008 Mascherano ocupa el puesto de Sissoko en la formación del Liverpool en los partidos de la Liga de Campeones. Esto provocó la aparición de rumores sobre si iba a abandonar el Liverpool, debido al interés de equipos como la Juventus FC y el FC Barcelona. Sin embargo, el 28 de junio Sissoko firmó un contrato para continuar su carrera en el Liverpool por otros cuatro años, hasta el 2011. Más tarde se reveló que había recibido una oferta de la Juventus, que rechazó para permanecer en el Liverpool.
El 25 de agosto de 2007, en un partido contra el Sunderland, Sissoko apareció de inicio en el centro del campo del Liverpool en lugar del lesionado Steven Gerrard. Durante el partido anotó su primer gol en su carrera competitiva en el club, un gol desde una distancia de unas 25 yardas, tras asistencia de Andriy Voronin. También marcó el gol 7000 del Liverpool en la Liga. Permaneció en el Liverpool durante la primera parte de la temporada 2007-2008, sin embargo, en enero de 2008, Sissoko fue transferido a la Juventus FC, donde volvió a encontrarse con su exentrenador Claudio Ranieri. Con el Liverpool, Sissoko hizo 80 apariciones oficiales.

### Juventus
El 28 de enero de 2008, el Liverpool confirmó la venta de Sissoko a la Juventus por 11 millones de euros. Hizo su primera aparición para el club el 3 de febrero de 2008, entrando en sustitución de Tiago en el minuto 67 en un partido de la Serie A frente al Cagliari. Sissoko marcó su primer gol para la Juventus el 2 de marzo de 2008, en un empate ante la Fiorentina. Durante la primera mitad de la temporada 2008-09, se formó una buena asociación con Claudio Marchisio en el centro del campo de la formación 4-4-2 de Claudio Ranieri y tuvo una buena racha de resultados hasta que sufrió una nueva lesión. Desde entonces ha sido titular en el mediocampo defensivo para el equipo de Turín.

### París Saint-Germain
El 28 de julio de 2011 se anuncia el fichaje del jugador por parte del Paris Saint-Germain por 7 millones de euros más bonificaciones por logros. No obstante ello, fue cedido a la AC Fiorentina hacia finales de la temporada 2011/2012 para luego regresar al equipo francés a disputar la temporada 2012/2013, proclamándose campeón de la Ligue 1

### Levante Unión Deportiva
El 30 de enero de 2014 ficha por el Levante UD hasta el final de temporada. Debuta con su nuevo club el 21 de febrero de 2014 en el partido correspondiente a la jornada 25 de la Liga BBVA en un empate a domicilio ante el Real Valladolid. Acabaría con 10 partidos acumulados en total, y finalmente el Levante ejerció la opción de compra que tenía por sus derechos, uniéndose así a la entidad granota por una temporada más. Con la llegada de Lucas Alcaraz, para la temporada 2014/15 se está consagrando como el mediocentro de contención titular junto con Pape Diop.

## Selección nacional
Ha sido internacional con la selección de fútbol de Malí en 34 ocasiones y ha marcado 2 goles. Debutó el 19 de noviembre de 2003, en un encuentro amistoso ante la selección de Marruecos que finalizó con marcador de 1-0 a favor de los portugueses.

### Participaciones en torneos internacionales
| Copa                           | Sede      | Resultado        |
| ------------------------------ | --------- | ---------------- |
| Copa Africana de Naciones 2004 | Túnez     | Cuarto lugar     |
| Juegos Olímpicos 2004          | Grecia    | Cuartos de final |
| Copa Africana de Naciones 2008 | Ghana     | Primera fase     |
| Copa Africana de Naciones 2010 | Angola    | Primera fase     |
| Copa Africana de Naciones 2013 | Sudáfrica | Tercer lugar     |

## Clubes
| Club                | País       | Año       |
| ------------------- | ---------- | --------- |
| Auxerre             | Francia    | 2002-2003 |
| Valencia            | España     | 2003-2005 |
| Liverpool           | Inglaterra | 2005-2008 |
| Juventus            | Italia     | 2008-2011 |
| Paris Saint-Germain | Francia    | 2011-2013 |
| Fiorentina          | Italia     | 2013      |
| Paris Saint-Germain | Francia    | 2013-2014 |
| Levante             | España     | 2014-2015 |
| Shanghái Greenland  | China      | 2015-2016 |
| FC Pune City        | India      | 2016      |
| Ternana Calcio      | Italia     | 2016-2017 |
| Mitra Kukar FC      | Indonesia  | 2017      |
| San Luis            | México     | 2018      |
| Kitchee SC          | Hong Kong  | 2018      |
| Sochaux-Montbéliard | Francia    | 2019      |

## Palmarés

### Campeonatos nacionales
| Título        | Club                | País       | Año     |
| ------------- | ------------------- | ---------- | ------- |
| Liga Española | Valencia C. F.      | España     | 2003-04 |
| FA Cup        | Liverpool F. C.     | Inglaterra | 2005-06 |
| Ligue 1       | Paris Saint-Germain | Francia    | 2012-13 |

### Copas internacionales
| Título              | Club            | País       | Año     |
| ------------------- | --------------- | ---------- | ------- |
| Copa de la UEFA     | Valencia C. F.  | España     | 2003-04 |
| Supercopa de Europa | Valencia C. F.  | España     | 2004    |
| Supercopa de Europa | Liverpool F. C. | Inglaterra | 2005    |